# IBU Cup 2022-2023
Ne doit pas être confondu avec Coupe du monde de biathlon 2022-2023.
Navigation
Édition précédente Édition suivante
L'IBU Cup 2022/2023 est la quinzième édition de l'IBU Cup de biathlon. Elle se déroule entre le 21 novembre 2022 et le 4 mars 2023. La compétition se compose de 8 étapes. À la suite de l'annulation de la première étape prévue à Sjusjøen par manque de neige, la première course effective a lieu lors de la seconde étape à Idre Fjäll en Suède, et les dernières courses à Canmore au Canada. La saison est ponctuée en janvier par les championnats d'Europe 2023 à Lenzerheide.
Endre Strømsheim remporte le gros globe de cristal du classement général sans participer aux cinq dernières courses
,
. Tilda Johansson remporte le gros globe de cristal du classement général à l'issue de la dernière course en réussissant à conserver deux point d'avance sur Gilonne Guigonnat.

## Programme
La saison 2022-2023 est organisée selon le calendrier suivant :
| Étape | Lieu                | Date début       | Date fin         |
| ----- | ------------------- | ---------------- | ---------------- |
| 1     | Sjusjøen            | 21 novembre 2022 | 27 novembre 2022 |
| 2     | Idre Fjäll          | 26 décembre 2022 | 4 décembre 2022  |
| 3     | Ridnaun-Val Ridanna | 12 décembre 2022 | 18 décembre 2022 |
| 4     | Brezno-Osrblie      | 2 janvier 2023   | 8 janvier 2023   |
| 5     | Pokljuka            | 9 janvier 2023   | 15 janvier 2023  |
| ChE   | Lenzerheide         | 23 janvier 2023  | 29 janvier 2023  |
| 6     | Obertilliach        | 30 janvier 2023  | 4 février 2023   |
| 7     | Canmore             | 20 février 2023  | 28 février 2023  |
| 8     | Canmore             | 1er mars 2023    | 4 mars 2023      |

| \| Idre Ridnaun-Val Ridanna Osrblie Pokljuka Lenzerheide Obertilliach \| Les sites des compétitions en Europe |
| Idre Ridnaun-Val Ridanna Osrblie Pokljuka Lenzerheide Obertilliach                                            |

| \| Canmore \| Les sites des compétitions en Amérique-du-Nord |
| Canmore                                                      |

## Attribution des points
| Place  | 1  | 2  | 3  | 4  | 5  | 6  | 7  | 8  | 9  | 10 | 11 | 12 | 13 | 14 | 15 | 16 | 17 | 18 | 19 | 20 | 21 | 22 | 23 | 24 | 25 | 26 | 27 | 28 | 29 | 30 | 31 | 32 | 33 | 34 | 35 | 36 | 37 | 38 | 39 | 40 |
| ------ | -- | -- | -- | -- | -- | -- | -- | -- | -- | -- | -- | -- | -- | -- | -- | -- | -- | -- | -- | -- | -- | -- | -- | -- | -- | -- | -- | -- | -- | -- | -- | -- | -- | -- | -- | -- | -- | -- | -- | -- |
| Points | 90 | 75 | 60 | 50 | 45 | 40 | 36 | 34 | 32 | 31 | 30 | 29 | 28 | 27 | 26 | 25 | 24 | 23 | 22 | 21 | 20 | 19 | 18 | 17 | 16 | 15 | 14 | 13 | 12 | 11 | 10 | 9  | 8  | 7  | 6  | 5  | 4  | 3  | 2  | 1  |

| Place  | 1  | 2  | 3  | 4  | 5  | 6  | 7  | 8  | 9  | 10 | 11 | 12 | 13 | 14 | 15 | 16 | 17 | 18 | 19 | 20 | 21 | 22 | 23 | 24 | 25 | 26 | 27 | 28 | 29 | 30 |
| ------ | -- | -- | -- | -- | -- | -- | -- | -- | -- | -- | -- | -- | -- | -- | -- | -- | -- | -- | -- | -- | -- | -- | -- | -- | -- | -- | -- | -- | -- | -- |
| Points | 90 | 75 | 60 | 50 | 45 | 40 | 36 | 34 | 32 | 31 | 30 | 29 | 28 | 27 | 26 | 25 | 24 | 23 | 22 | 21 | 20 | 18 | 16 | 14 | 12 | 10 | 8  | 6  | 4  | 2  |

## Classements

### Classements généraux
| Rang | Nom                       | Points | Victoire(s) | Podium(s) |
| ---- | ------------------------- | ------ | ----------- | --------- |
| 1    | Endre Strømsheim          | 1051   | 6           | 10        |
| 2    | Lucas Fratzscher          | 923    | -           | 6         |
| 3    | Vebjørn Sørum             | 910    | 3           | 10        |
| 4    | Aleksander Fjeld Andersen | 847    | 1           | 4         |
| 5    | Mats Øverby               | 812    | 1           | 5         |
| 6    | Martin Uldal              | 694    | 2           | 5         |
| 7    | Philipp Horn              | 674    | 1           | 3         |
| 8    | Dominic Schmuck           | 577    | -           | -         |
| 9    | Oscar Lombardot           | 400    | -           | 2         |
| 10   | Rémi Broutier             | 400    | -           | -         |

| Rang | Nom               | Points | Victoire(s) | Podium(s) |
| ---- | ----------------- | ------ | ----------- | --------- |
| 1    | Tilda Johansson   | 844    | 1           | 5         |
| 2    | Gilonne Guigonnat | 842    | 1           | 3         |
| 3    | Paula Botet       | 803    | 1           | 5         |
| 4    | Maren Kirkeeide   | 771    | 3           | 4         |
| 5    | Marthe Johansen   | 751    | 4           | 5         |
| 6    | Selina Grotian    | 614    | 2           | 4         |
| 7    | Vanessa Hinz      | 533    | -           | 1         |
| 8    | Michela Carrara   | 522    | -           | 2         |
| 9    | Lisa Maria Spark  | 482    | 1           | 1         |
| 10   | Emilie Kalkenberg | 481    | 2           | 3         |

### Classement par discipline

#### Individuel
| Rang | Nom                    | Points |
| ---- | ---------------------- | ------ |
| 1    | Endre Strømsheim       | 225    |
| 2    | Mats Øverby            | 143    |
| 3    | Sindre Fjellheim Jorde | 126    |

| Rang | Nom              | Points |
| ---- | ---------------- | ------ |
| 1    | Lisa Maria Spark | 164    |
| 2    | Tilda Johansson  | 121    |
| 3    | Selina Grotian   | 107    |

#### Super sprint
| Rang | Nom              | Points |
| ---- | ---------------- | ------ |
| 1    | Lucas Fratzscher | 106    |
| 1    | Mats Øverby      | 106    |
| 3    | Martin Uldal     | 105    |

| Rang | Nom                      | Points |
| ---- | ------------------------ | ------ |
| 1    | Maren Kirkeeide          | 140    |
| 2    | Emilie Ågheim Kalkenberg | 90     |
| 3    | Frida Dokken             | 75     |
| 3    | Michela Carrara          | 75     |

#### Sprint
| Rang | Nom              | Points |
| ---- | ---------------- | ------ |
| 1    | Endre Strømsheim | 583    |
| 2    | Vebjørn Sørum    | 555    |
| 3    | Lucas Fratzscher | 444    |

| Rang | Nom               | Points |
| ---- | ----------------- | ------ |
| 1    | Paula Botet       | 504    |
| 2    | Tilda Johansson   | 429    |
| 3    | Gilonne Guigonnat | 372    |

#### Poursuite
| Rang | Nom              | Points |
| ---- | ---------------- | ------ |
| 1    | Martin Uldal     | 212    |
| 2    | Mats Øverby      | 187    |
| 3    | Endre Strømsheim | 171    |

| Rang | Nom                      | Points |
| ---- | ------------------------ | ------ |
| 1    | Marthe Kråkstad Johansen | 209    |
| 2    | Gilonne Guigonnat        | 201    |
| 3    | Tilda Johansson          | 187    |

#### Mass start
| Rang | Nom                       | Points |
| ---- | ------------------------- | ------ |
| 1    | Martin Uldal              | 165    |
| 2    | Aleksander Fjeld Andersen | 135    |
| 3    | Lucas Fratzscher          | 110    |

| Rang | Nom                      | Points |
| ---- | ------------------------ | ------ |
| 1    | Gilonne Guigonnat        | 150    |
| 2    | Marthe Kråkstad Johansen | 90     |
| 3    | Mareike Braun            | 84     |

## Calendrier et podiums

### Hommes
| Étape                                                          | Lieu                | Épreuve                | Date                 | Vainqueur                 | Deuxième                  | Troisième                 | Leader du classement général |
| -------------------------------------------------------------- | ------------------- | ---------------------- | -------------------- | ------------------------- | ------------------------- | ------------------------- | ---------------------------- |
| 1                                                              | Sjusjøen            | Sprint 10 km           | 24 novembre 2022     | Étape annulée             | Étape annulée             | Étape annulée             |                              |
| 1                                                              | Sjusjøen            | Sprint 10 km           | 26 novembre 2022     | Étape annulée             | Étape annulée             | Étape annulée             |                              |
| 2                                                              | Idre Fjäll          | Sprint 10 km           | 29 novembre 2022     | Endre Strømsheim          | Mats Øverby               | Philipp Horn              | Endre Strømsheim             |
| 2                                                              | Idre Fjäll          | Poursuite 12,5 km      | 30 novembre 2022     | Martin Uldal              | Endre Strømsheim          | Mats Øverby               | Endre Strømsheim             |
| 2                                                              | Idre Fjäll          | Individuel 20 km       | 3 décembre 2022      | Endre Strømsheim          | Aleksander Fjeld Andersen | Lucas Fratzscher          | Endre Strømsheim             |
| 2                                                              | Idre Fjäll          | Sprint 10 km           | 4 décembre 2022      | Endre Strømsheim          | Philipp Horn              | Andrejs Rastorgujevs      | Endre Strømsheim             |
| 3                                                              | Ridnaun-Val Ridanna | Sprint 10 km           | 15 décembre 2022     | Endre Strømsheim          | Oscar Lombardot           | Martin Uldal              | Endre Strømsheim             |
| 3                                                              | Ridnaun-Val Ridanna | Poursuite 12,5 km      | 17 décembre 2022     | Mats Øverby               | Oscar Lombardot           | Aleksander Fjeld Andersen | Endre Strømsheim             |
| 3                                                              | Ridnaun-Val Ridanna | Mass-Start 60 15 km    | 18 décembre 2022     | Martin Uldal              | Erlend Bjøntegaard        | Lucas Fratzscher          | Endre Strømsheim             |
| 4                                                              | Brezno-Osrblie      | Super sprint 7,5 km    | 5 janvier 2023       | Éric Perrot               | Mats Øverby               | Martin Uldal              | Endre Strømsheim             |
| 4                                                              | Brezno-Osrblie      | Sprint 10 km           | 7 janvier 2023       | Éric Perrot               | Isak Frey                 | Endre Strømsheim          | Endre Strømsheim             |
| 5                                                              | Arber → Pokljuka    | Individuel court 15 km | 13 janvier 2023      | Sindre Fjellheim Jorde    | Mats Øverby               | Vebjørn Sørum             | Endre Strømsheim             |
| 5                                                              | Arber → Pokljuka    | Sprint 10 km           | 14 janvier 2023      | Sindre Fjellheim Jorde    | Lucas Fratzscher          | Vebjørn Sørum             | Endre Strømsheim             |
| 5                                                              | Arber → Pokljuka    | Sprint 10 km           | 15 janvier 2023      | Vebjørn Sørum             | Aleksander Fjeld Andersen | Lucas Fratzscher          | Endre Strømsheim             |
| Championnats d'Europe de biathlon 2023 (25 au 29 janvier 2023) |                     |                        |                      |                           |                           |                           |                              |
| CE                                                             | Lenzerheide         | Individuel 20 km       | 25 janvier 2023      | Endre Strømsheim          | Anton Dudchenko           | Lovro Planko              | Endre Strømsheim             |
| CE                                                             | Lenzerheide         | Sprint 10 km           | 27 janvier 2023      | Erlend Bjøntegaard        | Vebjørn Sørum             | Philipp Nawrath           | Endre Strømsheim             |
| CE                                                             | Lenzerheide         | Poursuite 12,5 km      | 28 janvier 2023      | Vebjørn Sørum             | Erlend Bjøntegaard        | Endre Strømsheim          | Endre Strømsheim             |
| Fin des championnats d'Europe                                  |                     |                        |                      |                           |                           |                           |                              |
| 6                                                              | Obertilliach        | Sprint 10 km           | 2 février 2023       | Endre Strømsheim          | Vebjørn Sørum             | Dmytro Pidruchnyi         | Endre Strømsheim             |
| 6                                                              | Obertilliach        | Sprint 10 km           | 4 février 2023       | Vebjørn Sørum             | Endre Strømsheim          | Anton Ivarsson            | Endre Strømsheim             |
| 7                                                              | Canmore             | Sprint 10 km           | 23 → 25 février 2023 | Philipp Horn              | Vebjørn Sørum             | Johan-Olav Botn           | Endre Strømsheim             |
| 7                                                              | Canmore             | Super sprint 7,5 km    | 25 → 26 février 2023 | Émilien Claude            | Lucas Fratzscher          | Vebjørn Sørum             | Endre Strømsheim             |
| 7                                                              | Canmore             | Mass-Start 60 15 km    | 26 → 28 février 2023 | Aleksander Fjeld Andersen | Martin Uldal              | Simon Kaiser              | Endre Strømsheim             |
| 8                                                              | Canmore             | Sprint 10 km           | 1er mars 2023        | Vebjørn Sørum             | Johan-Olav Botn           | Daniele Cappellari        | Endre Strømsheim             |
| 8                                                              | Canmore             | Poursuite 12,5 km      | 3 mars 2023          | Johan-Olav Botn           | Vebjørn Sørum             | Lucas Fratzscher          | Endre Strømsheim             |

### Femmes
| Étape                                                          | Lieu                | Épreuve                  | Date                 | Vainqueur                | Deuxième                 | Troisième                | Leader du classement général |
| -------------------------------------------------------------- | ------------------- | ------------------------ | -------------------- | ------------------------ | ------------------------ | ------------------------ | ---------------------------- |
| 1                                                              | Sjusjøen            | Sprint 7,5 km            | 24 novembre 2022     | Étape annulée            | Étape annulée            | Étape annulée            |                              |
| 1                                                              | Sjusjøen            | Sprint 7,5 km            | 26 novembre 2022     | Étape annulée            | Étape annulée            | Étape annulée            |                              |
| 2                                                              | Idre Fjäll          | Sprint 7,5 km            | 29 novembre 2022     | Marthe Kråkstad Johansen | Janina Hettich           | Marion Wiesensarter      | Marthe Kråkstad Johansen     |
| 2                                                              | Idre Fjäll          | Poursuite 10 km          | 30 novembre 2022     | Marthe Kråkstad Johansen | Gilonne Guigonnat        | Marion Wiesensarter      | Marthe Kråkstad Johansen     |
| 2                                                              | Idre Fjäll          | Individuel 15 km         | 3 décembre 2022      | Janina Hettich           | Maren Kirkeeide          | Mona Brorsson            | Marthe Kråkstad Johansen     |
| 2                                                              | Idre Fjäll          | Sprint 7,5 km            | 4 décembre 2022      | Selina Grotian           | Tilda Johansson          | Vanessa Hinz             | Marthe Kråkstad Johansen     |
| 3                                                              | Ridnaun-Val Ridanna | Sprint 7,5 km            | 15 décembre 2022     | Federica Sanfilippo      | Vanessa Hinz             | Paula Botet              | Marthe Kråkstad Johansen     |
| 3                                                              | Ridnaun-Val Ridanna | Poursuite 10 km          | 17 décembre 2022     | Maren Kirkeeide          | Federica Sanfilippo      | Vanessa Hinz             | Vanessa Hinz                 |
| 3                                                              | Ridnaun-Val Ridanna | Mass-Start 60 12 km      | 18 décembre 2022     | Gilonne Guigonnat        | Anamarija Lampič         | Tilda Johansson          | Gilonne Guigonnat            |
| 4                                                              | Brezno-Osrblie      | Super sprint 7,5 km      | 5 janvier 2023       | Maren Kirkeeide          | Frida Dokken             | Fany Bertrand            | Maren Kirkeeide              |
| 4                                                              | Brezno-Osrblie      | Sprint 7,5 km            | 7 janvier 2023       | Eleonora Fauner          | Hannah Auchentaller      | Juni Arnekleiv           | Maren Kirkeeide              |
| 5                                                              | Arber → Pokljuka    | Individuel court 12,5 km | 13 janvier 2023      | Hannah Auchentaller      | Hanna Kebinger           | Paula Botet              | Gilonne Guigonnat            |
| 5                                                              | Arber → Pokljuka    | Sprint 7,5 km            | 14 janvier 2023      | Hanna Kebinger           | Karoline Erdal           | Michela Carrara          | Gilonne Guigonnat            |
| 5                                                              | Arber → Pokljuka    | Sprint 7,5 km            | 15 janvier 2023      | Paula Botet              | Hanna Kebinger           | Lisa Maria Spark         | Gilonne Guigonnat            |
| Championnats d'Europe de biathlon 2023 (25 au 29 janvier 2023) |                     |                          |                      |                          |                          |                          |                              |
| CE                                                             | Lenzerheide         | Individuel 15 km         | 25 janvier 2023      | Lisa Maria Spark         | Yuliia Dzhima            | Selina Grotian           | Gilonne Guigonnat            |
| CE                                                             | Lenzerheide         | Sprint 7,5 km            | 27 janvier 2023      | Anastasiya Merkushyna    | Tilda Johansson          | Vanessa Hinz             | Tilda Johansson              |
| CE                                                             | Lenzerheide         | Poursuite 10 km          | 28 janvier 2023      | Selina Grotian           | Tilda Johansson          | Gilonne Guigonnat        | Tilda Johansson              |
| Fin des championnats d'Europe                                  |                     |                          |                      |                          |                          |                          |                              |
| 6                                                              | Obertilliach        | Sprint 7,5 km            | 2 février 2023       | Tilda Johansson          | Sophie Chauveau          | Lydia Hiernickel         | Tilda Johansson              |
| 6                                                              | Obertilliach        | Sprint 7,5 km            | 4 février 2023       | Juni Arnekleiv           | Fuyuko Tachizaki         | Selina Grotian           | Tilda Johansson              |
| 7                                                              | Canmore             | Sprint 7,5 km            | 23 → 25 février 2023 | Maren Kirkeeide          | Paula Botet              | Khrystyna Dmytrenko      | Tilda Johansson              |
| 7                                                              | Canmore             | Super sprint 7,5 km      | 25 → 26 février 2023 | Emilie Ågheim Kalkenberg | Michela Carrara          | Paula Botet              | Tilda Johansson              |
| 7                                                              | Canmore             | Mass-Start 60 12 km      | 26 → 28 février 2023 | Marthe Kråkstad Johansen | Mareike Braun            | Gilonne Guigonnat        | Tilda Johansson              |
| 8                                                              | Canmore             | Sprint 7,5 km            | 1er mars 2023        | Emilie Ågheim Kalkenberg | Paula Botet              | Marthe Kråkstad Johansen | Tilda Johansson              |
| 8                                                              | Canmore             | Poursuite 10 km          | 3 mars 2023          | Marthe Kråkstad Johansen | Emilie Ågheim Kalkenberg | Ella Halvarsson          | Tilda Johansson              |

### Mixte
| Etape                                                          | Lieu           | Épreuve                              | Date            | Vainqueur                                                                                        | Deuxième                                                                                 | Troisième                                                                     |
| -------------------------------------------------------------- | -------------- | ------------------------------------ | --------------- | ------------------------------------------------------------------------------------------------ | ---------------------------------------------------------------------------------------- | ----------------------------------------------------------------------------- |
| 4                                                              | Brezno-Osrblie | Relais (2 x 7,5 km H + 2 x 7,5 km F) | 8 janvier 2023  | Norvège - Isak Frey - Endre Strømsheim - Juni Arnekleiv - Maren Kirkeeide                        | Allemagne - Lucas Fratzscher - Philipp Nawrath - Marion Wiesensarter - Juliane Fruehwirt | Suède - Anton Ivarsson - Oskar Brandt - Sara Andersson - Felicia Lindqvist    |
| 4                                                              | Brezno-Osrblie | Relais simple (6 km H + 7,5 km F)    | 8 janvier 2023  | Norvège - Mats Øverby - Frida Dokken                                                             | France - Paul Fontaine - Paula Botet                                                     | Suisse - Gion Stalder - Flurina Volken                                        |
| Championnats d'Europe de biathlon 2023 (25 au 29 janvier 2023) |                |                                      |                 |                                                                                                  |                                                                                          |                                                                               |
| CE                                                             | Lenzerheide    | Relais (2 x 6 km F + 2 x 6 km H)     | 29 janvier 2023 | Norvège - Maren Kirkeeide - Karoline Erdal - Erlend Bjøntegaard - Vebjørn Sørum                  | Allemagne - Lisa Maria Spark - Selina Grotian - Dominic Schmuck - Lucas Fratzscher       | Suède - Tilda Johansson - Stina Nilsson - Malte Stefansson - Anton Ivarsson   |
| CE                                                             | Lenzerheide    | Relais simple (6 km F + 7,5 km H)    | 29 janvier 2023 | Norvège - Juni Arnekleiv - Endre Strømsheim                                                      | Suisse - Amy Baserga - Niklas Hartweg                                                    | France - Paula Botet - Émilien Claude                                         |
| Fin des championnats d'Europe                                  |                |                                      |                 |                                                                                                  |                                                                                          |                                                                               |
| 8                                                              | Canmore        | Relais (2 x 7,5 km H + 2 x 7,5 km F) | 4 mars 2023     | Norvège - Maren Kirkeeide - Emilie Ågheim Kalkenberg - Aleksander Fjeld Andersen - Vebjørn Sørum | Allemagne - Juliane Fruehwirt - Mareike Braun - Philipp Horn - Lucas Fratzscher          | France - Camille Bened - Gilonne Guigonnat - Rémi Broutier - Ambroise Meunier |
| 8                                                              | Canmore        | Relais simple (6 km H + 7,5 km F)    | 4 mars 2023     | Norvège - Marthe Kråkstad Johansen - Martin Uldal                                                | Autriche - Kristina Oberthaler - Patrick Jakob                                           | France - Paula Botet - Émilien Claude                                         |